# Kopiec Lwa
Kopiec Lwa (fr. Butte du Lion) – pomnik wzniesiony w latach 1824–1826 w belgijskiej miejscowości Braine-l’Alleud, na prośbę króla Zjednoczonych Niderlandów Wilhelma I, który chciał w ten sposób zaznaczyć domniemane miejsce, w którym jego najstarszy syn, książę Wilhelm Fryderyk Jerzy Ludwik Oranje-Nassau został ranny w ramię pod koniec bitwy pod Waterloo. Podobnie jak całe miejsce bitwy z cesarzem Napoleonem, pomnik znajduje się na liście głównych atrakcji turystycznych w Walonii.
Wykonanie projektu kopca powierzono w styczniu 1820 roku królewskiemu architektowi Charlesowi Vander Straetenowi, po odrzuceniu piramidy, a następnie obelisku zaprojektowanych przez jego rywala Jean-Baptiste’a Vifquaina. Obok kopca znajduje się panorama bitwy pod Waterloo.

## Opis
Kopiec Lwa jest regularnym stożkiem ziemi o średnicy 169 i wysokości 41 metrów, do którego prowadzą 226-stopniowe schody. Stożek, którego budowa wymagała przeniesienia 290 000 m³ ziemi, swoim wyglądem przypomina kurhany plemion belgijskiej części Galii. Na szczycie kopca znajduje się rzeźba lwa, umieszczonego na kamiennym piedestale, który wsparty jest na ceglanej kolumnie zakopanej w kopcu. Składa się z dziewięciu żelaznych elementów odlanych w odlewni Johna Cockerilla w Seraing, z modelu wyrzeźbionego przez Jean-Louisa van Geela. Całkowity ciężar lwa wynosi 28 ton, długość 4,5 metra, a wysokość od łap do czubka głowy 4,45 metra. Zwierzę symbolizuje zwycięstwo i Królestwo Zjednoczonych Niderlandów. Jego otwarta paszcza zwrócona jest ku pokonanej Francji, a prawa przednia łapa spoczywa na kuli armatniej symbolizującej pokój, który Europa zdobyła w bitwie pod Waterloo w czerwcu 1815 roku.
Pomnik został odsłonięty 4 listopada 1826 roku. W 1832 roku, kiedy francuskie wojska marszałka Gérarda maszerowały przez Waterloo, by wesprzeć belgijskie oblężenie cytadeli w Antwerpii bronionej przez Holendrów, lew został prawie obalony przez francuskich żołnierzy, którzy złamali mu ogon. W latach 1863–1864 wytyczono taras widokowy na szczycie kopca i zbudowano schody.
14 stycznia 1999 roku doszło do osunięcia się kopca, podobne uszkodzenia wystąpiły w 1995 roku i zostały naprawione poprzez wbicie 650 mikropali. Ze szczytu kopca roztacza się szeroki widok na pole bitwy od Braine-l’Alleud do Genappe, od Plancenoit do Mont-Saint-Jean. Tablica orientacyjna umożliwia zlokalizowanie pozycji wojsk na polu bitwy.
Książę Wellington, który kilkanaście lat po zwycięstwie odwiedził Mont-Saint-Jean, ze smutkiem oświadczył, że kopiec zniszczył dawne pole bitwy, gdyż poziom gruntu musiał zostać znacznie obniżony, by zebrać ziemię niezbędną do budowy kopca.

## Galeria

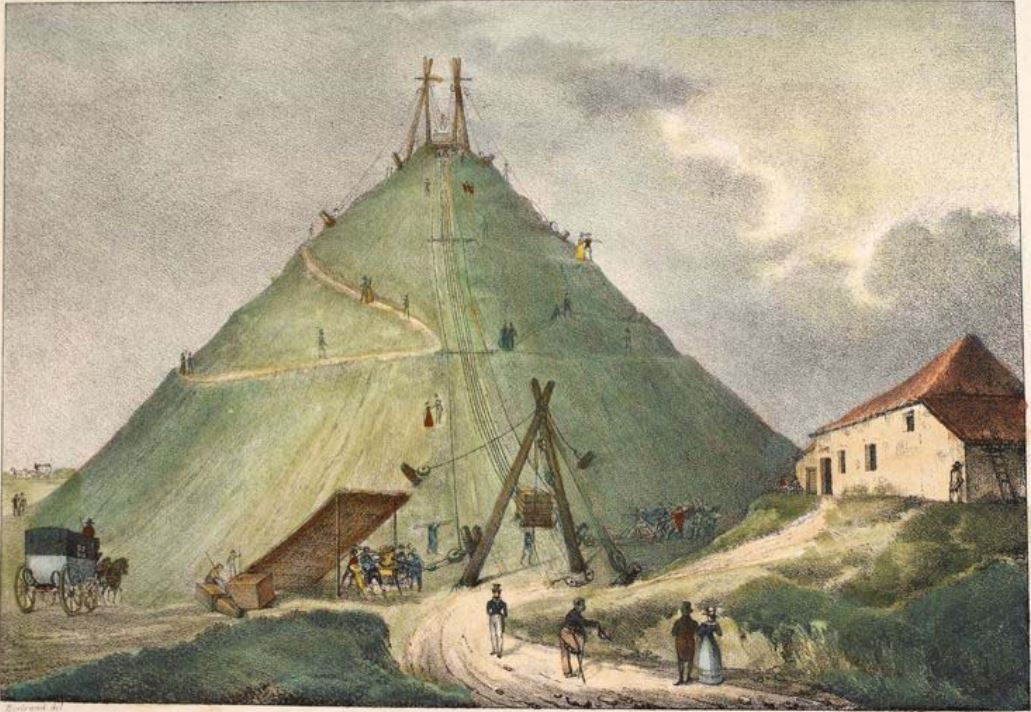
Budowa kopca
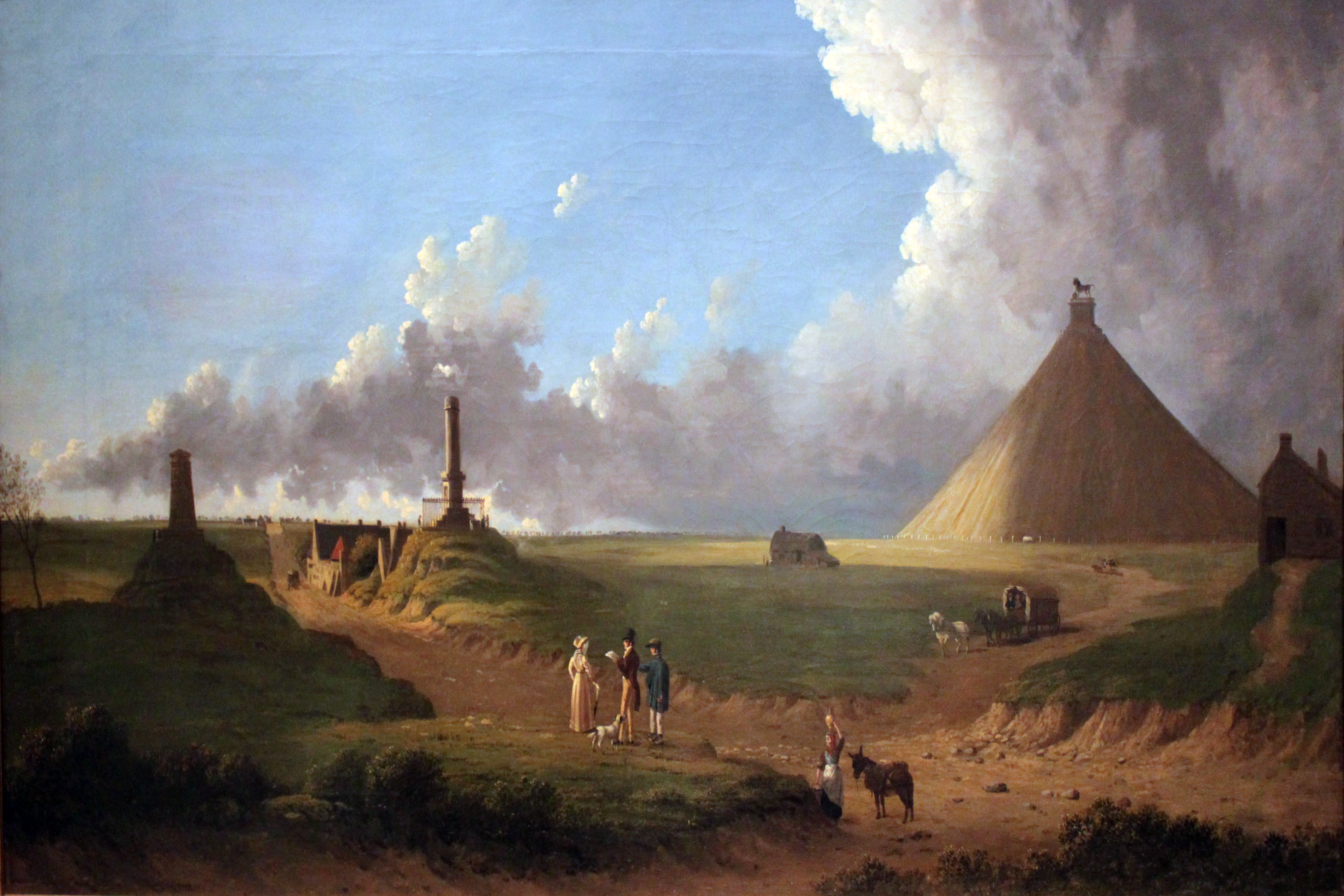
Kopiec w roku 1835
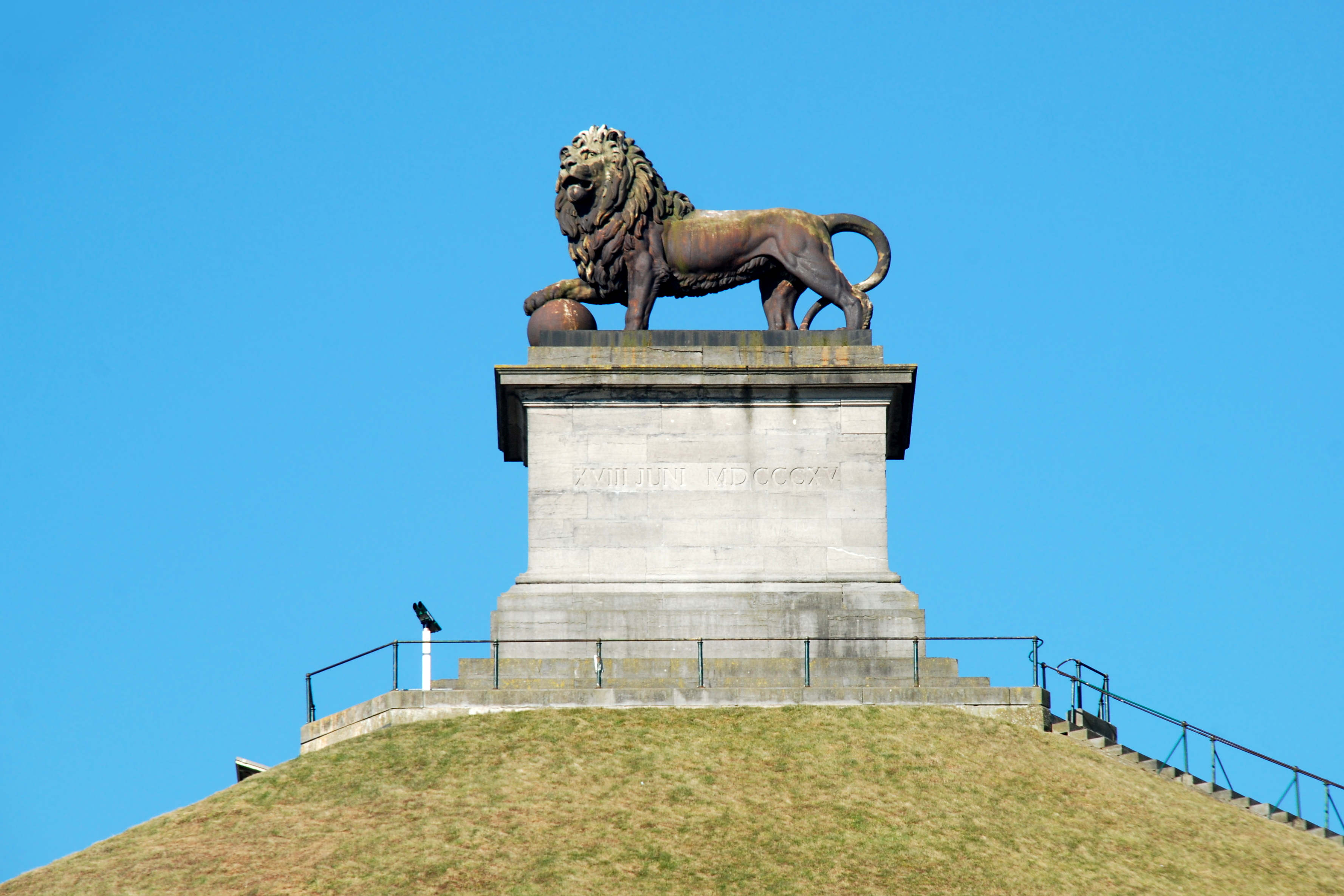
Lew na szczycie kopca